# Anders Nordin
Pour les articles homonymes, voir Nordin.
Anders Nordin, né le 4 août 1949, est un homme politique suédois. Il est co-porte-parole du Parti de l'environnement Les Verts de 1988 à 1990.